# Péter Sebestyén
Péter Sebestyén (Budapest, 16 maggio 1994) è un pilota motociclistico ungherese.

## Carriera
Sebestyén debutta nel motociclismo nel 2004 all'età di soli 10 anni partecipando per alcune stagioni al campionato nazionale Junior 50cm³ dedicato ai piloti fino a 15 anni. Colleziona numerosi podi e conclude al 2º posto il campionato 2005 prima di passare, nonostante la giovanissima età, a categorie maggiori come il trofeo Alpe-Adria 125cm³ nel quale corre grazie a una deroga speciale.
Partecipa nel 2007 e nel 2008 alla Red Bull Rookies Cup, classificandosi 22º il primo anno (con 7 punti) e 15º l'anno successivo, collezionando 28 punti in classifica finale. Nel 2008 prende anche parte ad una gara, sul circuito di Grobnik, della coppa europea 125 GP in sella ad una Honda. Arriverà 2º e i 20 punti conquistati gli garantiranno il decimo posto in campionato a fine stagione.
Nello stesso biennio corre inoltre nel campionato Alpe Adria 125 in sella a una Honda. Concluderà 18º il primo anno con il team Toth (19 punti) e secondo l'anno seguente con una moto del team Hungary (collezionando 107 punti, 5 podi e un giro veloce). Nel 2009 prende parte al campionato spagnolo Velocità, nella categoria 125 GP, con un'Aprilia del team "Tey Racing". Al termine del campionato è 12º con 31 punti all'attivo. Nella stessa stagione prende parte al campionato Europeo svoltosi in gara unica ad Albacete chiudendo con un ritiro.
Esordisce nel motomondiale - classe 125 nel Gran Premio di Catalogna del 2010, all'età di sedici anni, alla guida dell'Aprilia del team "Right Guard Racing", concludendo la gara al 23º posto. Durante la stagione 2010 partecipa anche ad altri due GP: al Gran Premio di Aragona, sempre alla guida dell'Aprilia del team Right Guard Racing, nel quale si ritira; al Gran Premio di Valencia, alla guida dell'Aprilia dell'Ongetta Team, che conclude al 17º posto. Non avendo raccolto punti iridati, conclude la stagione 2010 come non classificato. In questa stessa stagione partecipa al campionato Italiano classe 125 senza ottenere punti.
Nel motomondiale 2011 cambia squadra e inizia a gareggiare per il team Caretta Technology con la KTM FRR 125. Nel Gran Premio del Portogallo si qualifica 28º e conclude la gara al 23º posto, mentre nel successivo Gran Premio di Francia ottiene la 29ª casella in griglia e giunge 25º al traguardo. Nel Gran Premio di Catalogna ottiene il 22º posto finale, per poi ritirarsi nel successivo Gran Premio di Gran Bretagna, mentre in Olanda si classifica 20º. Viene sostituito dopo il Gran Premio di Indianapolis da Jack Miller. In seguito corre il Gran Premio della Comunità Valenciana in sostituzione dell'infortunato Joan Perelló, sull'Aprilia del team Matteoni Racing. Nel 2013 è pilota titolare nella European Junior Cup dove conquista un secondo posto in gara e chiude sesto in classifica.
Nel 2014 torna a correre in un campionato mondiale, partecipa ai primi nove gran premi del campionato mondiale Superbike in sella ad una BMW S1000 RR in configurazione EVO del team Tóth, senza riuscire ad ottenere punti validi per la classifica piloti.
Nel 2015 partecipa come pilota titolare alla Superstock 1000 FIM Cup, lo fa in sella ad una Kawasaki ZX-10R del team Pedercini, chiudendo la stagione al 29º posto con tre punti ottenuti. Nel 2016 diventa pilota titolare nel mondiale Superbike, alla guida una Yamaha YZF-R1 gestita dal Team Tóth, con compagno di squadra Imre Tóth. Ottiene un punto in gara 1 nel Gran Premio di Spagna corso a Jerez, che gli permette di chiudere al trentatreesimo posto in classifica piloti. Nel 2017 prende parte alla coppa Europa Supersport (competizione che si svolge all'interno del campionato mondiale Supersport) con una Kawasaki ZX-6R del team SSP Hungary by Pedercini Racing. Nel 2018 partecipa nuovamente al mondiale Supersport e, grazie a una striscia di tre gare consecutive a punti, chiude la stagione al ventitreesimo posto in classifica piloti. Nel 2019 è pilota titolare nel mondiale Supersport, alla guida di una Honda CBR600RR del team CIA Landlord Insurance Honda. Il compagno di squadra è Jules Danilo. Porta a termine tutte le gare stagionali, mancando la zona punti in un'unica occasione, a Misano, dove si piazza sedicesimo. Al termine della stagione Sebestyén risulta il migliore pilota Honda chiudendo all'undicesimo posto in classifica piloti.
Nel 2020 passa all'Oxxo Yamaha Team Toth in sella ad una Yamaha YZF-R6, il compagno di squadra è il belga Loris Cresson. Al termine della stagione si classifica tredicesimo nel mondiale con quarantanove punti. Nel 2021, a stagione già in corso, diviene pilota titolare del team Evan Bros. Yamaha, il compagno di squadra è Steven Odendaal. Conquista settantasei punti e chiude al tredicesimo posto in graduatoria piloti. Nel 2022 rimane con lo stesso team della stagione precedente, in nuovo compagno di squadra è Lorenzo Baldassarri. Ottiene quaranta punti classificandosi al diciannovesimo posto.

## Risultati in gara

### Motomondiale
| 2010 | Classe | Moto    |  |  |  |  |  |  |    |  |    |  |  |  |     |  |  |  |  |    | Punti | Pos. |
| ---- | ------ | ------- |  |  |  |  |  |  | -- |  | -- |  |  |  | --- |  |  |  |  | -- | ----- | ---- |
| 2010 | 125    | Aprilia |  |  |  |  |  |  | 23 |  | NE |  |  |  | Rit |  |  |  |  | 17 | 0     |      |

| 2011 | Classe | Moto          |  |  |    |    |    |     |    |     |     |    |    |    |  |  |  |  |  |    | Punti | Pos. |
| ---- | ------ | ------------- |  |  | -- | -- | -- | --- | -- | --- | --- | -- | -- | -- |  |  |  |  |  | -- | ----- | ---- |
| 2011 | 125    | KTM e Aprilia |  |  | 23 | 25 | 22 | Rit | 20 | Rit | Rit | NE | 26 | 22 |  |  |  |  |  | 18 | 0     |      |

| Legenda | 1º posto        | 2º posto            | 3º posto            | A punti      | Senza punti        | Grassetto – Pole position Corsivo – Giro più veloce |
| Legenda | Gara non valida | Non qual./Non part. | Ritirato/Non class. | Squalificato | '-' Dato non disp. | Grassetto – Pole position Corsivo – Giro più veloce |

### Campionato mondiale Superbike
| 2014 | Moto |    |    |    |    |     |    |    |     |    |    |     |    |    |    |     |    |     |    |  |  |  |  |  |  |  |  |  |  | Punti | Pos. |
| ---- | ---- | -- | -- | -- | -- | --- | -- | -- | --- | -- | -- | --- | -- | -- | -- | --- | -- | --- | -- |  |  |  |  |  |  |  |  |  |  | ----- | ---- |
| 2014 | BMW  | NQ | NQ | 20 | 18 | Rit | NP | 19 | Rit | NQ | NQ | Rit | 19 | 19 | 19 | Rit | NP | Rit | NP |  |  |  |  |  |  |  |  |  |  | 0     |      |

| 2016 | Moto   |    |    |    |    |    |    |    |    |     |    |  |  |  |  |    |    |    |    |    |    |    |    |    |     |    |    |  |  | Punti | Pos. |
| ---- | ------ | -- | -- | -- | -- | -- | -- | -- | -- | --- | -- |  |  |  |  | -- | -- | -- | -- | -- | -- | -- | -- | -- | --- | -- | -- |  |  | ----- | ---- |
| 2016 | Yamaha | 18 | 18 | 20 | 20 | 19 | 20 | NQ | 19 | Rit | NP |  |  |  |  | 16 | 18 | 17 | 16 | 18 | 16 | 19 | 18 | 15 | Rit | 20 | 19 |  |  | 1     | 33º  |

| Legenda | 1º posto        | 2º posto            | 3º posto           | A punti      | Senza punti        | Grassetto – Pole position Corsivo – Giro più veloce |
| Legenda | Gara non valida | Non qual./Non part. | Ritirato/Non class | Squalificato | '-' Dato non disp. | Grassetto – Pole position Corsivo – Giro più veloce |

### Campionato mondiale Supersport
| 2017 | Moto     |  |  |    |    |    |    |    |    |    |    |     |  |  |  |  |  |  |  |  |  |  |  |  |  | Punti | Pos. |
| ---- | -------- |  |  | -- | -- | -- | -- | -- | -- | -- | -- | --- |  |  |  |  |  |  |  |  |  |  |  |  |  | ----- | ---- |
| 2017 | Kawasaki |  |  | 19 | 24 | 23 | 25 | 17 | 17 | 16 | 21 | Rit |  |  |  |  |  |  |  |  |  |  |  |  |  | 0     |      |

| 2018 | Moto             |  |  |    |    |    |  |  |    |     |    |    |    |  |  |  |  |  |  |  |  |  |  |  |  | Punti | Pos. |
| ---- | ---------------- |  |  | -- | -- | -- |  |  | -- | --- | -- | -- | -- |  |  |  |  |  |  |  |  |  |  |  |  | ----- | ---- |
| 2018 | Kawasaki e Honda |  |  | 21 | 19 | 17 |  |  | 17 | Rit | 14 | 15 | 10 |  |  |  |  |  |  |  |  |  |  |  |  | 9     | 23º  |

| 2019 | Moto  |   |    |    |    |    |    |    |    |    |    |    |    |  |  |  |  |  |  |  |  |  |  |  |  | Punti | Pos. |
| ---- | ----- | - | -- | -- | -- | -- | -- | -- | -- | -- | -- | -- | -- |  |  |  |  |  |  |  |  |  |  |  |  | ----- | ---- |
| 2019 | Honda | 8 | 12 | 11 | 12 | 10 | 10 | 16 | 11 | 11 | 10 | 11 | 11 |  |  |  |  |  |  |  |  |  |  |  |  | 59    | 11º  |

| 2020 | Moto   |    |     |    |    |    |     |    |   |   |    |    |   |     |     |     |  |  |  |  |  |  |  |  |  | Punti | Pos. |
| ---- | ------ | -- | --- | -- | -- | -- | --- | -- | - | - | -- | -- | - | --- | --- | --- |  |  |  |  |  |  |  |  |  | ----- | ---- |
| 2020 | Yamaha | 12 | Rit | NP | 12 | 11 | Rit | 11 | 7 | 6 | 20 | 11 | 9 | Rit | Rit | Rit |  |  |  |  |  |  |  |  |  | 49    | 13º  |

| 2021 | Moto   |  |  |  |  |  |  |    |    |    |    |     |    |     |    |   |    |    |    |    |   |   |   |    |    | Punti | Pos. |
| ---- | ------ |  |  |  |  |  |  | -- | -- | -- | -- | --- | -- | --- | -- | - | -- | -- | -- | -- | - | - | - | -- | -- | ----- | ---- |
| 2021 | Yamaha |  |  |  |  |  |  | 11 | 12 | 10 | 18 | Rit | 17 | Rit | 10 | 9 | 15 | AN | 13 | 11 | 9 | 7 | 5 | 10 | 10 | 76    | 13º  |

| 2022 | Moto   |    |     |    |    |    |    |    |    |     |    |    |    |    |    |     |    |    |     |    |    |    |    |    |    | Punti | Pos. |
| ---- | ------ | -- | --- | -- | -- | -- | -- | -- | -- | --- | -- | -- | -- | -- | -- | --- | -- | -- | --- | -- | -- | -- | -- | -- | -- | ----- | ---- |
| 2022 | Yamaha | 14 | Rit | 22 | NP | 24 | 13 | 12 | 14 | Rit | 16 | 14 | 11 | 13 | 20 | Rit | 20 | 14 | Rit | 12 | 12 | 13 | 22 | 13 | 13 | 40    | 19º  |

| Legenda | 1º posto        | 2º posto            | 3º posto           | A punti      | Senza punti        | Grassetto – Pole position Corsivo – Giro più veloce |
| Legenda | Gara non valida | Non qual./Non part. | Ritirato/Non class | Squalificato | '-' Dato non disp. | Grassetto – Pole position Corsivo – Giro più veloce |